# Liste der Baudenkmale in Gümse
In der Liste der Baudenkmale in Gümse sind die Baudenkmale des niedersächsischen Ortes Gümse aufgelistet. Dies ist ein Teil der Liste der Baudenkmale in Dannenberg (Elbe). Der Stand der Liste ist der 31. Oktober 2021.
Die Quelle der IDs und der Beschreibungen ist der Denkmalatlas Niedersachsen.

## Allgemein
In den Spalten befinden sich folgende Informationen:
- Lage: die Adresse des Baudenkmales und die geographischen Koordinaten. Kartenansicht, um Koordinaten zu setzen. In der Kartenansicht sind Baudenkmale ohne Koordinaten mit einem roten Marker dargestellt und können in der Karte gesetzt werden. Baudenkmale ohne Bild sind mit einem blauen Marker gekennzeichnet, Baudenkmale mit Bild mit einem grünen Marker.
- Bezeichnung: Bezeichnung des Baudenkmales
- Beschreibung: die Beschreibung des Baudenkmales. Unter § 3 Abs. 2 NDSchG werden Einzeldenkmale und unter § 3 Abs. 3 NDSchG Gruppen baulicher Anlagen und deren Bestandteile ausgewiesen.
- ID: die Objekt-ID des Baudenkmales
- Bild: ein Bild des Baudenkmales, ggf. zusätzlich mit einem Link zu weiteren Fotos des Baudenkmals im Medienarchiv Wikimedia Commons. Wenn man auf das Kamerasymbol klickt, können Fotos zu Baudenkmalen aus dieser Liste hochgeladen werden:

## Baudenkmale

### Gruppe baulicher Anlagen
| Lage                                          | Bezeichnung   | Beschreibung | ID       | Bild |
| --------------------------------------------- | ------------- | --- | -------- | ---- |
| 53° 6′ 52″ N, 11° 8′ 39″ O                    | Rundlingsdorf | ein Dorfplatz, der von einigen wenigen erhaltenen, konzentrisch angeordneten Wohn-/Wirtschaftsgebäuden des 17. bis 19. Jahrhunderts gebildet wird. Hierzu gehören die beiden Bauten der Hofstelle 6 sowie das Wohn-/Wirtschaftsgebäude der Hofstelle 5. | 30826061 |      |
| Gümse Nr. 11 und 12 53° 7′ 3″ N, 11° 8′ 33″ O | Amtsgebäude   | Die Gebäude bilden die Überreste des ehemaligen herrschaftlichen Vorwerks (Schloss) Gümse, in dem sich später der Amtsbezirk befand. Lage am mittleren Südufer des Gümser Sees.                                                                         | 30826082 |      |

### Einzeldenkmale
| Lage                                   | Bezeichnung               | Beschreibung | ID       | Bild |
| -------------------------------------- | ------------------------- | --- | -------- | ---- |
| Gümse Nr. 2 53° 6′ 56″ N, 11° 8′ 38″ O | Wohn-/Wirtschaftsgebäude  | Vierständerhaus mit Backsteinausfachung; nachträgliche Fensterdurchbrüche; Halbwalmdach. Erbaut 1837 (i). | 30838330 | BW   |
| Gümse Nr. 5 53° 6′ 52″ N, 11° 8′ 39″ O | Wohn-/ Wirtschaftsgebäude | Seltenes Dreiständerhaus mit Backsteinausfachung; Kübbung an der Westseite; ungleichhüftiges Halbwalmdach. Errichtet 1794 (i). | 30838309 |      |
| Gümse Nr. 6 53° 6′ 52″ N, 11° 8′ 37″ O | Wohn-/ Wirtschaftsgebäude | Zweiständerhaus mit Rohziegelausfachung unter Halbwalmdach in Reetdeckung. Im Kern 1663 (d), Erneuerungen Ende 18. Jahrhundert. | 30838290 | BW   |
| Gümse Nr. 6 53° 6′ 53″ N, 11° 8′ 37″ O | Stall                     | Eingeschossiger Wandständerbau mit durchgehälsten Ankerbalken und hohem Kniestock. Lehmausfachung, am Ostgiebel Futterküche. Satteldach mit Krempziegeldeckung. Errichtet Anfang des 19. Jahrhunderts. | 39568837 | BW   |
| Gümse Nr. 11 53° 7′ 4″ N, 11° 8′ 37″ O | Wohn-/ Wirtschaftsgebäude | Eingeschossiger, wohl ehemaliger Dreiständerbau mit Backsteinausfachung unter ungleichhüftigem Satteldach in Hohlpfannendeckung auf der Südseite. Zu Wohnzwecken umgebaut. Im Kern Bau von 1592 (a). Umfassend umgebaut 1829. Gehörte zum ehemaligen Amtsbezirk Vorwerk (Schloss) Gümse.                                 | 30838250 |      |
| Gümse Nr. 12 53° 7′ 4″ N, 11° 8′ 34″ O | Wohnhaus                  | Eingeschossiger Fachwerkbau mit Backsteinausfachung unter Verwendung von Vorhangbogen, drei geschnitzte Knaggen unter Walmdach in Hohlpfannendeckung, Anbauten unter Satteldächern. Im Kern Bau des 16. Jahrhunderts, umfassende Umbauten im 19. Jahrhundert. Gehörte zum ehemaligen Amtsbezirk Vorwerk (Schloss) Gümse. | 30838229 |      |

### Ehemalige Baudenkmale
| Lage                                             | Bezeichnung              | Beschreibung | ID | Bild |
| ------------------------------------------------ | ------------------------ | ------------ | -- | ---- |
| Gümse Nr. 1 53° 6′ 55″ N, 11° 8′ 36″ O           | Wohn-/Wirtschaftsgebäude |              |    |      |
| Nr. 9 (heute: Nr. 30) 53° 6′ 47″ N, 11° 8′ 35″ O | Hofanlage                |              |    | BW   |